# Црвени круг
„Црвени круг” (енгл. The Adventure of the Red Circle) је једна од 56 приповедака о Шерлоку Холмсу које је написао Артур Конан Дојл. Укључена је у збирку кратких прича Његов последњи подвиг.

## Радња
Госпођа Ворен, газдарица, долази у Улицу Бејкер 221б са неким питањима о свом станару. Млађи човек са густом брадом који је добро говорио енглески, али са акцентом, дошао је код ње и понудио јој дупло већу кирију под условом да добије собу под сопственим условима. Изашао је током прве ноћи када је био тамо, а вратио се после поноћи када су остали укућани отишли у кревет. Од тада, ни госпођа Ворен, њен муж, ни њихова слушкиња га нису видели. Станар је инсистирао да свако јутро добије дневне новине, а понекад је тражио и друге ствари. Сви захтеви су одштампани на папиру остављаном на столици испред собе на којој су се остављали и оброци.
Госпођа Ворен је донела потрошене шибице и цигарету од свог станара, надајући се да Шерлок Холмс може нешто да прочита из њих. Јасно је да је цигарета попушена без држача, што је прилично необично за човека са брковима. Такође једе врло мало, и никада не прима посетиоце или поруке.
Након што газдарица оде, Холмс примећује др Вотсону да се чини вероватним да особа у кући госпође Ворен није брадати човек који је све договорио. Докази не леже само у цигарети, већ и у чињеници да станар не зна енглески тако добро као брадати човек. Његов „повратак” прве ноћи одвио се веома касно како га нико не би видео, и он се веома потрудио да га нико од тада не види.
Холмс сумња да се станару шаљу поруке у једној рубрици дневних новина. Он их налази: „Наћи ћу неко сигурно средство комуникације. У међувремену, ова рубрика. Ђ.” (објављено само два дана по доласку станара), „Успешно се договарам. Стрпљење и разборитост. Облаци ће проћи. Ђ.” (три дана касније), и „Путања се чисти. Ако имам шансу за сигналну поруку, запамтите договорени код – један А, два Б и тако даље. Ускоро ћеш чути. Ђ.” (јуче). Холмсу треба само да сачека један дан на веома корисну поруку: „Висока црвена кућа са фасадама од белог камена. Трећи спрат. Други прозор лево. После сумрака. Ђ.” Холмс одлучује да је време да извиди суседство госпође Ворен.
Управо тада стиже госпођа Ворен жалећи се да је њен муж тог јутра киднапован и таксијем одвезен у Хемпстед Хит где је убрзо избачен на улицу. Није успео јасно да погледа своје киднапере или њихов такси. Холмс схвата да су отмичари заменили господина Ворена за станара и да су га пустили након што су схватили своју грешку.
Холмс и Вотсон одлазе у кућу госпође Ворен непосредно пре ручка, надајући се да ће бацити поглед на станара док узима ручак са столице. Пре него што уђе, Холмс примећује да прозор станара пружа добар поглед низ улицу Хау, а на другом крају је кућа која одговара оној поменутој у новинама.
У кући госпође Ворен, Холмс и Вотсон се крију у малој соби. Користећи огледало, виде како станар узима послужавник за ручак из ходника, откривајући да је станар љупка млада жена тамне пути. Они схватају да је пажљиво штампала (уместо да је писала својим рукописом) своје захтеве како би сакрила свој пол. Подједнако је јасно да су она и њен брадати савезник, вероватно љубавници или супружници, у некој врсти опасности и да траже уточиште. Од ужаса станара због сумње на трик у време ручка и изузетних мера предострожности које су предузете да би се обезбедила тајност, мора да је реч о животу и смрти.
Те вечери, Холмс и Вотсон сведоче размени порука између двоје савезника преко свећа на прозору. Прва порука каже „Attenta, attenta, attenta!” (Чувај се, чувај се, чувај се!). Постаје јасно да су они Италијани, а из завршетка „-а” да је порука намењена жени. Сигнализатор тада образује реч „Pericolo” (Опасност), а затим „Peri-”.
Схвативши да је сигнализатор ометен, Холмс и Вотсон журе у кућу и изненада сусрећу инспектора Грегсона и Пинкертоновог детектива из Сједињених Држава по имену Левертон (којег Холмс описује као „хероја мистерије пећине Лонг Ајлeнда”). Они очекују Ђузепеа Горђана, опаког убицу чијих недела је Холмс добро свестан. Кућа има само једна врата и они знају да је унутра. Грегсон и Левертон нису били свесни сигнализираних порука. Грегсон каже да су три мушкарца изашла из куће, али ниједан није био Горђано, који је веома висок. Један је, међутим, одговарао опису човека који је организовао аранжмане код госпође Ворен.
Улазећи у кућу и просторију одакле је сигнал дошао, Холмс, Вотсон, Грегсон и Левертон откривају језиву сцену. Џиновски Горђано лежи на поду у локви крви пошто је убоден великим ножем, очигледно у тучи. Брадати човек је несумњиво убица. Дама стиже на врата убрзо након тога, на изненађење свих осим Холмса, који је имитирао даминог савезника тако што је поново упалио исту свећу коју је користио њен савезник и дао јој знак на италијанском да дође.
Њено име је Емилија Лука, а њен савезник је Ђенаро, њен муж. Присутни су прилично затечени њеном очигледном радошћу због овог ужасног призора. Она потврђује да су она и њен муж тражили уточиште од опасног Горђана, који је намеравао да убије Ђенара због издаје Црвеног круга, тајне криминалне организације у коју се Ђенаро укључио као веома огорчени младић који је био бесан на светске неправде. Међутим, Ђенаро заправо никада није учествовао ни у једном од злочина овог друштва, и на крају је одлучио да напусти организацију упркос претњи последицама. Он и његова жена су побегли из Италије и отишли у Њујорк како би побегли од Црвеног круга, али је Горђано, други члан, тамо открио Ђенара и покушао да га натера да убије доброг пријатеља, човека који је помогао Ђенару да започне легитиман посао у САД.
Ђенаро није имао намеру да уради тако нешто, па је чак и упозорио свог пријатеља на наређења Црвеног круга. Обавештена је и полиција. Брачни пар је затим побегао у Енглеску где је Горђано ушао у траг Ђенару, намеравајући да убије Ђенара и отме Емилију, према којој је развио пожудну привлачност. Међутим, Горђано је погинуо у борби која је уследила.
Грегсон је принуђен да одведе Емилију у полицијску станицу, а иста судбина вероватно чека и Ђенара, али пошто су њихове акције извршене искључиво у самоодбрани, чини се да неће бити подигнуте оптужбе.

## Историја објављивања
Приповетка је објављена у британском часопису The Strand Magazine у марту−априлу 1911, као и у америчком издању овог часописа у месец дана касније. Прича је објављена са три илустрације Х. М. Брока и једном Џозефа Симпсона у часопису The Strand, као и са истим илустрацијама у америчком издању овог часописа. Уврштена је у збирку кратких прича Његов последњи подвиг, која је објављена у Уједињеном Краљевству и САД у октобру 1917. године.

## Адаптације

### Филм и телевизија
Прича је адаптирана као кратки неми филм 1922. године. Био је то један од кратких филмова у серијалу филмова о Шерлоку Холмсу у коме су глумили Еје Норвуд као Шерлок Холмс и Хјуберт Вилис као др Вотсон.
Филм из 1945. године, Пут за Алжир, преузима неке ликове из ове приче.
Епизода серије Авантуре Шерлока Холмса из 1994. (названа само „Црвени круг”) чини неколико кључних модификација ове приче: епизода уводи новог лика (Енрико Формани, италијански исељеник кога је Горђано убио). Инспектора Грегсона замењује инспектор Хокинс. Горђано покушава да се инфилтрира у кућу Воренових и киднапује Емилију. Одатле га истерује Левертон. Емилија примећује Холмса и Вотсона у кући, схвата да је откривена и брзо закључава врата. Уз наговарање и објашњења Холмса, уплашена жена неодлучно откључава врата. Холмс улази у Емилијину собу и разговара са њом, слушајући причу о томе како су она и њен муж завршили у вези са Црвеним кругом. Емилија стиже на место борбе између Горђана и Ђенара пре Холмса и његове дружине.

### Радио
Едит Мејзер је адаптирала ову приповетку као епизоду америчке радио-серије Авантуре Шерлока Холмса. У епизоди, која је емитована 15. октобра 1931, појавили су се Ричард Гордон као Шерлок Холмс и Ли Ловел као др Вотсон. Друга продукција приче емитована је у фебруару 1935, са Луисом Хектором као Холмсом и Ловелом као Вотсоном.
Прича је адаптирана и за америчку радио-серију Нове авантуре Шерлока Холмса. Радио адаптација, са Бејзилом Ратбоном и Најџелом Брусом у главним улогама, названа је „Станар госпође Ворен” и емитована је 7. децембра 1941, на дан јапанског напада на Перл Харбор. Емитовање на источној обали прекинула је радио најава да ће се председник Френклин Д. Рузвелт обратити нацији у подне следећег дана.
Мајкл Хардвик је адаптирао причу 1969. као део радио-серије из 1952–1969. у којој су глумили Карлтон Хобс као Холмс и Норман Шели као Вотсон.
Приповетка је драматизован за BBC Radio 4 током 1994. године од стране Питера Линга као део радио-серије из 1989–1998. у којој су глумили Клајв Мерисон као Холмс и Мајкл Вилијамс као Вотсон, са Џоан Симс као госпођом Ворен.
Године 2013, прича је адаптирана као епизода Класичних авантура Шерлока Холмса, серије у америчкој радио емисији Imagination Theatre, са Џоном Патриком Лоуријем као Холмсом и Лоренсом Албертом као Вотсоном.

## Напомена
Ова прича представља последње појављивање инспектора Тобајаса Грегсона у Дојловим делима. Објашњења за ово била су предмет дебате читаоца. Иако је Грегсонов сусрет са Холмсом случајан, он брзо схвата импликације добијања његове помоћи и тврди да је био захвалан за свој рад са Јардом у прошлости.
Пинкертоновог детектива Левертона Холмс назива „херојем мистерије пећине Лонг Ајлeнда”. Међутим, нема објашњења шта је подразумевала мистерија пећине на Лонг Ајлeнду. Неки сматрају да је ово један од неиспричаних случајева Холмсовог канона, иако се чини да није укључивао Холмса. Ова мистерија делује парадоксално јер на Лонг Ајлeнду у Њујорку не постоје праве пећине, али постоје пећине на Лонг Ајлeнду, на Бахамима.
Улица Хау је креација Конана Дојла, са погледом на улицу Орм, која је опште позната као Велика Ормонд улица која се налази у централном Лондону, североисточно од Британског музеја. Вотсон описује Орм као „уску саобраћајницу”, а Хау како укључује „претенциозније куће”.